# V375 Большого Пса
V375 Большого Пса (лат. V375 Canis Majoris) — двойная затменная переменная звезда типа Алголя (EA) в созвездии Большого Пса на расстоянии приблизительно 8897 световых лет (около 2728 парсеков) от Солнца. Видимая звёздная величина звезды — от +13,08m до +12,07m. Орбитальный период — около 2,354 суток.